# АПК-ІНВЕСТ
АПК-ІНВЕСТ — вертикально інтегрована агропромислова компанія (агрохолдинг), найбільший в Україні виробник м'яса, лідер ринку охолодженої свинини. Компанія була створена в 2006 році. Реалізує найбільший в Україні інвестиційно-інноваційний проект вартістю 3,5 млрд грн. У рамках вертикально інтегрованої структури ключовими напрямками бізнесу є насінництво, рослинництво, виробництво комбікормів, елеваторні послуги, тваринництво, м'ясопереробка, рітейл (мережа «М'ясна весна») .

## Історія розвитку компанії

### 2006
- починається будівництво першого тваринницького комплексу в Покровському районі Донецької області
- розроблено стратегічний план розвитку до 2015 року

### 2007
- вводиться в експлуатацію перший тваринницький комплекс потужністю 50 тис. голів
- починається будівництво комбікормового заводу
- починається будівництво м'ясокомбінату
- обсяг інвестицій склав 250 млн грн.[4]
- проект визнано інноваційним з подальшим внесенням до відповідного Держреєстру[5]

### 2008
- вводяться в експлуатацію ще два тваринницьких комплекса і м'ясокомбінат
- починається випуск готової продукції — упакованої свинини і м'ясо-ковбасних виробів
- обсяг інвестицій досяг 594 млн грн.

### 2009
- перша посівна кампанія і перший урожай, який надходить на комбікормовий завод
- тваринницький комплекс починає працювати на власних комбікормах
- на ринок виводяться ТМ «М'ясна весна» та «Колбаспищепром»
- відкривається перший магазин «М'ясна весна»
- обсяг інвестицій склав 857 млн грн.

### 2010
- компанія стає лідером ринку промислового виробництва свинини з часткою ринку в 9%
- розширюються виробничі потужності тваринницьких комплексів та комбікормового заводу
- обсяг інвестицій досягнув 1,2 млрд грн.

### 2011
- частка ринку промислового виробництва свинини досягає 11%
- компанія виходить на зовнішні ринки
- обсяг інвестицій — 1,8 млрд грн.

### 2012
- введено в експлуатацію насіннєвий завод[6]
- частка ринку промвиробництва свинини перевищує 14%
- очікуваний обсяг інвестицій від початку роботи компанії — понад 2,2 млрд грн.[7]

## Ключові цифри
| Загальний обсяг інвестицій                    | 2,2 млрд грн.  |
| до 2015 року                                  | 3,5 млрд грн.  |
| Земельний фонд (Донецька область)             | 32 тис. га     |
| Потужність комбікормового заводу, на рік      | 200 тис. т     |
| Потужність елеваторів, одночасного зберігання | 78 тис. т      |
| Потужність тваринницького комплексу, на рік   | 400 тис. голів |
| до 2015 року                                  | 600 тис. голів |
| Потужність м'ясокомбінату, на добу            | 200 т          |
| Потужність насіннєвого заводу, на добу        | 200 т          |
| Кількість робочих місць                       | 2,4 тис.       |
| Чистий дохід компанії в 2011 році             | 515,4 млн грн. |
| за 3 квартала 2012 року                       | 562 млн грн.   |

## Напрямки бізнесу

### Насінництво
У 2012 році в с. Рівне Покровського району Донецької області компанія ввела в експлуатацію власний насіннєвий завод виробництва компанії CIMBRIA (Данія). Обсяг інвестицій склав 25 млн грн. Потужність підприємства — 200 тонн насіннєвого матеріалу на добу. Це дозволить як покрити внутрішні потреби компанії, так і запропонувати ринку високоякісний насіннєвий матеріал пшениці та ячменю. Процес виробництва повністю автоматизований. Очищення, калібрування, пакування насіння відбувається згідно зі стандартами, прийнятими в ЄС .

### Рослинництво
Станом на кінець 2012 року загальний земельний банк компанії становить понад 32 тис. га в Покровському, Костянтинівському, Ясинуватському, Олександрівському районах Донецької області. З часу першої посівної кампанії 2008 року, площа угідь збільшилася в 16 разів. До 2015 року посівні площі компанії становитимуть 50 тис. га. Це дозволить повністю забезпечити власні потреби в сировині для виробництва комбікормів. Машинно-тракторний парк компанії становить понад 60 одиниць сільськогосподарської техніки від провідних світових виробників New Holland, CASE, Vaderstad. Обсяг інвестицій в рослинництво, запланованих до 2015 року — 250 млн грн.

### Виробництво комбікормів
Комбікормовий завод компанії продуктивністю 200 тисяч тонн комбікормів на рік побудовано спільно з провідними світовими фахівцями комбікормової промисловості — компаніями Buhler (Швейцарія) та Cimbria (Данія). На базі комбікормового заводу розміщена елеваторна група «АПК-ІНВЕСТ». До 2015 року елеваторні потужності буде збільшено з нинішніх 78 000 тонн до 170 000 тонн. Обсяг очікуваних інвестицій до 2015 року — 300 млн грн.

### Тваринництво
Наявні тваринницькі комплекси компанії дозволяють виробляти 400 тис. товарних свиней на рік (або 200 тисяч голів одночасного утримання). До 2015 року з виходом комплексу на повну потужність обсяг виробництва сягатиме 600 тис. голів свиней на рік. Крім того, тваринницький комплекс «АПК-ІНВЕСТ» має статус племінного репродуктора за породою ландрас. Загальна чисельність свиноматок становить 21 000 голів з перспективою збільшення до 2015 року до 30 000 голів. 80% поголів'я товарного репродуктора укомплектовано тваринами власної селекції. Якісні результати, досягнуті у великотоварному виробництві, можна зіставити з показниками найкращих ферм Європи. До 2015 року у тваринницький напрямок бізнесу буде вкладено 2,5 млрд грн.

### М'ясопереробка
Потужність м'ясокомбінату становить 200 тонн готової продукції на добу. Компанія першою з виробників України встановила автоматичну лінію забою і первинної переробки фірми Banss потужністю забою 160 голів на годину, однією з перших запровадила технологію упаковки продукції із застосуванням захисної атмосфери. У 2011 році на базі м'ясокомбінату введено в експлуатацію цех з виробництва натуральної оболонки для ковбасних виробів. Щомісяця м'ясокомбінат виробляє понад 2 000 тонн готової продукції. До 2015 року цей показник збільшиться втричі. Підприємство відповідає ветеринарно-санітарним вимогам України і ЄС до забою тварин і виробництва м'ясної продукції. Відповідність принципам НАССР (англ. Hazard Analysis and Critical Control Points), закладеним у системі ISO і визнаваним у понад 90 країнах світу, гарантують ефективне управління процесами безпеки на всіх етапах виробничого ланцюжка. Інвестиції в цей напрямок бізнесу складуть до 2015 року 600 млн грн.

### Рітейл
Роздрібна мережа фірмових магазинів «М'ясна весна» — завершальна ланка у вертикальній інтеграції «АПК-ІНВЕСТ». Перший магазин «М'ясна весна» було відкрито восени 2009 року в Донецьку. Через три з половиною роки торгова мережа налічує понад 95 магазинів в Києві, Запоріжжі, Харкові, Луганську, Донецьку і Донецькій області. До 2015 року їх кількість має збільшитися до 300. У результаті до 30% обсягу продажів кінцевої продукції буде здійснюватися через власну роздрібну мережу компанії, решта обсягу — через найбільші торговельні мережі країни. Магазини «М'ясна весна» працюють за єдиним стандартом, як «м'ясні центри міста». Обсяг інвестицій у рітейл до 2015 року — до 200 млн грн.

### Власні торгові марки
На споживчому ринку компанія представлена торговими марками «М'ясна весна» та «Колбаспищепром». В асортименті ТМ «М'ясна весна», що з'явилася на ринку в кінці 2008 року, — понад 50 найменувань продукції (великошматкові, дрібношматкові і порційно нарізані охолоджених напівфабрикатів зі свинини в захисній упаковці).
Бренд «Колбаспищепром» виведено на ринок в 2009 році. Під цією ТМ споживачам пропонують понад 80 видів м'ясо-ковбасних виробів. Продукція ТМ «Колбаспищепром» виготовляється за ДСТУ.

## Відродження тваринництва в Донецькій області
Однією з цілей своєї діяльності компанія «АПК-ІНВЕСТ» ставить відродження тваринництва в Донецькій області. За даними Державної служби статистики, після тривалого періоду спаду, з приходом на ринок компанії «АПК-ІНВЕСТ», поголів'я свиней в області почало збільшуватися.
Поголів'я свиней у Донецькій області, тисяч голів
| Рік          | Загальне поголів'я | Поголів'я АПК-ІНВЕСТ | Поголів'я в господарствах населення | Поголів'я в сільгосппідприємствах |
| ------------ | ------------------ | -------------------- | ----------------------------------- | --------------------------------- |
| 2009         | 444,3              | 56,2                 | 85,1                                | 303                               |
| 2010         | 506,9              | 107                  | 90,9                                | 309                               |
| 2011         | 508,7              | 150                  | 92                                  | 266,7                             |
| 2012, 9 міс. | 278,4              | 206,7                | 118                                 | 253,7                             |

## Інновації та сертифікації
У 2007 проект «АПК-ІНВЕСТ» за організацію масштабного агропромислового виробництва в рамках вертикально-інтегрованої структури було офіційно кваліфіковано як інноваційний, і включено до Державного реєстру інноваційних проектів.
У 2009 році на виробництві «АПК-ІНВЕСТ» впроваджено серію міжнародних стандартів управління якістю та її підтвердження ISO 9001 разом з системою управління безпекою харчової продукції ISO 22000.

## Екологічна політика
«АПК-ІНВЕСТ» реалізує низку заходів, що дозволяють знизити рівень забруднення, скоротити обсяги відходів виробництва та істотно знизити екологічне навантаження в районах розміщення основних виробничих активів компанії. З цією метою компанією «АПК-ІНВЕСТ» проводиться систематичний контроль стану атмосферного повітря, ґрунтів. Донецька обласна санітарно-епідеміологічна станція щоквартально проводить дослідження концентрації хімічних речовин в атмосферному повітрі на тваринницьких комплексах компанії.
Так, концентрація діоксиду азоту, ангідриду сірчаного, фенолу в 10 разів нижче допустимої норми. У той же час, за результатами дослідження Донецької обласної санітарно-епідеміологічної станції, вміст в атмосферному повітрі таких шкідливих хімічних речовин як аміак і сірководень не виявлено.
Донецька дослідна станція Національного наукового центру «Інститут ґрунтознавства та агрохімії ім. А. Н. Соколовського» регулярно проводить агрохімічний аналіз, відстежує характеристики ґрунтів — pH, наявність поживних елементів, вміст органічної речовини. Безпечність продуктів щорічно підтверджується відповідними сертифікатами..

## Акціонери та топ-менеджмент
- власник компанії — Борис Колесніков
- голова наглядової ради[23] — Костянтин Колесніков
- почесний президент — Денис Омельянович
- генеральний директор — Роман Распопов

## Соціальна відповідальність
- 2400 робочих місць
- титульний спонсор хокейного клубу «Донбас»
- генеральний спонсор чемпіонату Донецької області з міні-футболу серед школярів

## Досягнення
- За даними видання «ТОП-100. Лідери аграрного ринку — 2012», компанія посідає перше місце за маточним поголів'ям, а також перше місце за обсягами вирощуваних свиней[24].
- Серед найбільших агрохолдингів країни за обсягами чистого доходу в 2011 році «АПК-ІНВЕСТ» посіла 16 місце з доходом в 515,4 млн грн., піднявшись на 14 позицій порівняно з 2010 роком з 30 місця.
- Компанія займає 14% ринку промислового виробництва охолодженої свинини
- Поголів'я становить 6-7% від всього поголів'я свиней в Україні[25]